# Federica
Federica ist ein weiblicher Vorname.

## Namensträgerinnen
- Federica Bilardo (* 1999), italienische Tennisspielerin
- Federica Brignone (* 1990), italienische Skirennläuferin
- Federica Carta (* 1999), italienische Popsängerin
- Federica de Cesco (* 1938), Schweizer Schriftstellerin
- Federica Diémoz (1975–2019), italienisch-schweizerische Romanistin
- Federica Lombardi (* 1989), italienische Opernsängerin (Sopran)
- Federica Mogherini (* 1973), italienische Politikerin
- Federica Montseny (1905–1994), spanische Schriftstellerin
- Federica Pellegrini (* 1988), italienische Schwimmerin
- Federica Sanfilippo (* 1990), italienische Biathletin